# Nothoderodontus chilensis
Nothoderodontus chilensis is een keversoort uit de familie tandhalskevers (Derodontidae). De wetenschappelijke naam van de soort is voor het eerst geldig gepubliceerd in 1979 door Lawrence in Lawrence & Hlavac.